# Slaget vid Laupen

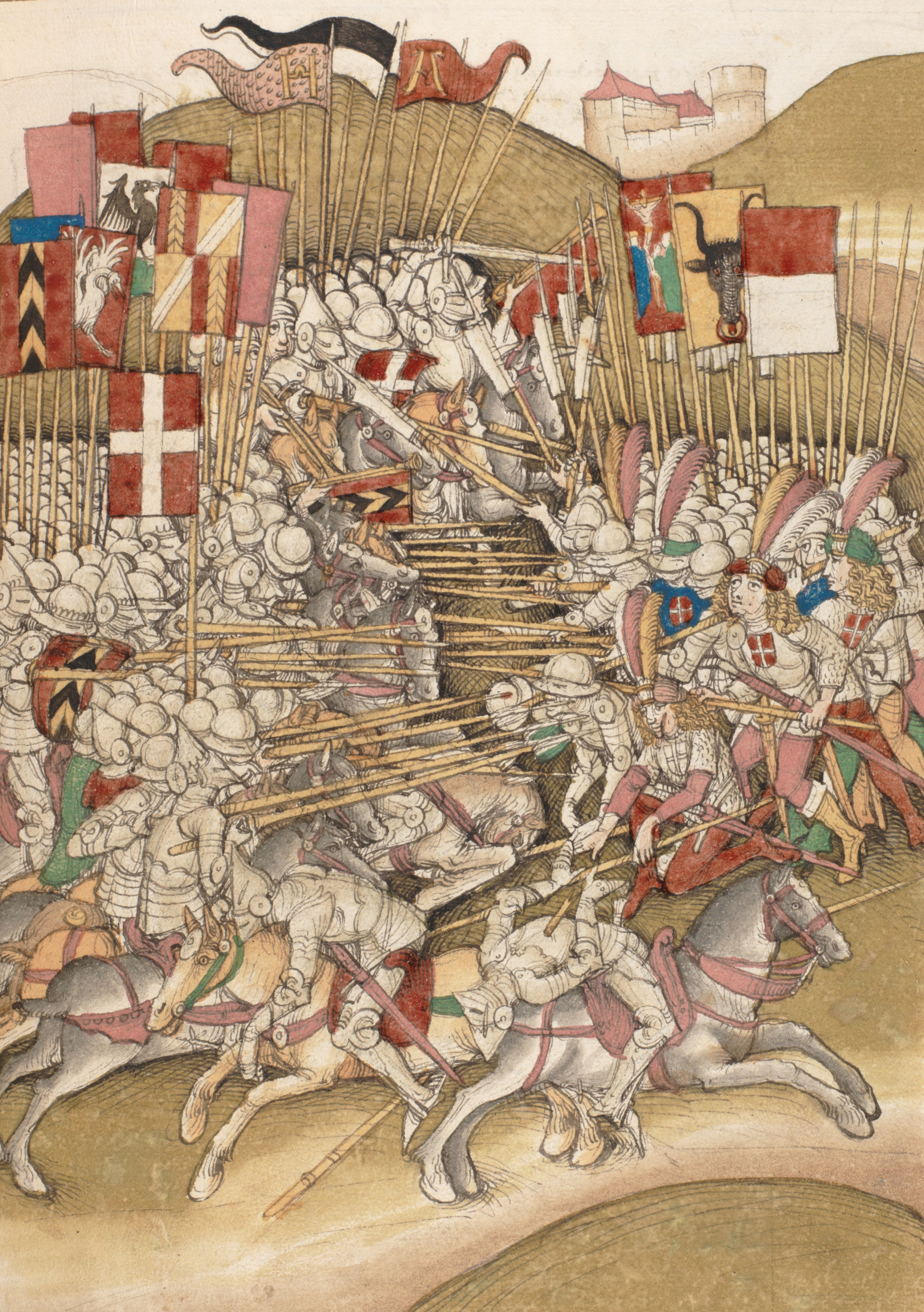
Slaget vid Laupen. Av Diebold Schilling, 1484.

Slaget vid Laupen, batalj som utkämpades den 13 juni 1339 vid staden Laupen, 13 km väster om Bern, och där Bern och dess bundsförvanter från de schweiziska skogskantonerna besegrade de samlade styrkorna från Freiburg im Üechtland, Burgund och de österrikiska gränsområdena. 
Då feodalätten Zähringen dog ut år 1218, lyckades Bern erhålla status av en fri, självstyrd stad, som endast lydde under den tyskromerske kejsaren. Både slumpen och aktiv expansionspolitik gjorde att staden successivt utsträckte sin maktsfär allt längre över den omgivande landsbygden. Av denna anledning förenade sig styrkor från flera håll i ett angrepp på Bern. Det var adeln från de österrikiska gränsländerna, som stöddes av kung Ludvig av Tyskland, vilken ansåg att Bern borde lyda under honom. Det var också feodalhärskarna i västra Schweiz och i Burgund, samt biskoparna i Basel och Lausanne. Totalt ställde man upp ca 16 000 man, varav 1200 rustade riddare. 
Den lilla staden Laupen, som Bern nyligen hade erövrat från Freiburg, belägrades från den 10 juni av fiendestyrkan. Trots att endast 600 man försvarade stadens fästning, motstod man flera stormningsförsök, men allt större del av fiendehären koncentrerades runt Laupen. 
Till Berns hjälp kom styrkor från de tre "urkantonerna", Uri, Schwyz och Unterwalden, som 1291 hade slutit "det eviga edsförbundet", till vilket Bern dock ännu ej anslutit sig. Så snart dessa tusentalet män hade nått fram till Bern (på morgonen den 21 juni), drog de tillsammans med Berns egna cirka 4000 man till Laupens räddning, under befäl av Rudolf von Erlach. Man grupperade sig listigt på sluttningen av berget Bramberg, ned mot en kitteldal, i vars andra ände Laupen låg. Där väntade man tills fienden gick till attack. Den första anstormningen tvingade tillbaka bernarna en smula uppför sluttningen, men strax gick de själva eftertryckligt till motangrepp, trängde igenom fiendens fotfolk och tillintetgjorde den nu instängda riddarhären. 
Bernstyrkans förluster var ringa, medan fienden förlorade över 2000 man, främst freiburgare, och däribland nästan alla de adliga anförarna. Adeln i vad som nu är franska Schweiz hämtade sig egentligen aldrig. Schweizisk militär tapperhet och orubblighet hade visat upp sig för första gången och Berns ledarställning var fast etablerad. Från 1353 blev Bern också medlem i edsförbundet.